# 茶杓

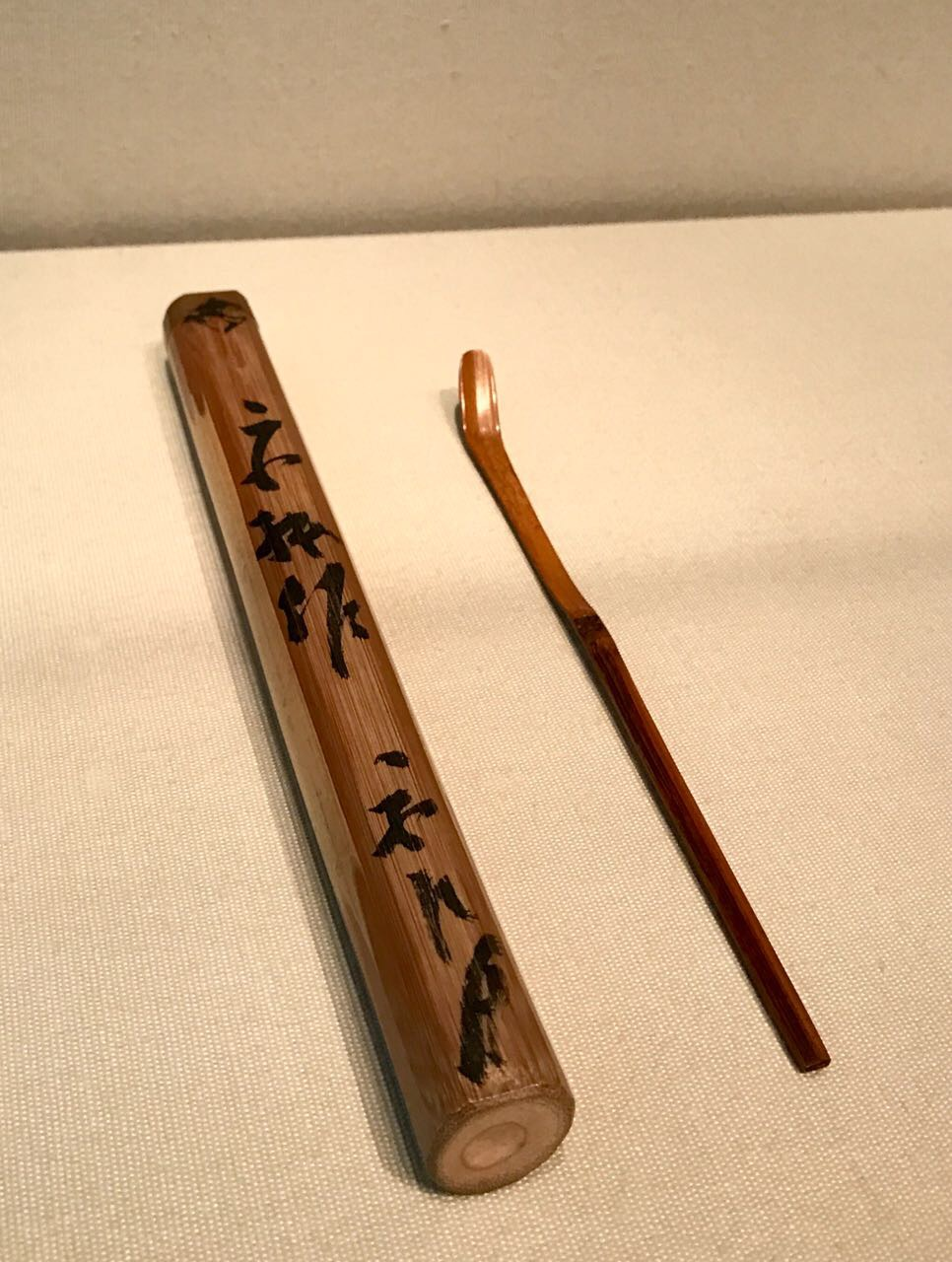
千宗拙(1592-1652)作の茶杓（右）とその筒。

茶杓（ちゃしゃく、chashaku、tea scoop）は、緑茶（特に碾き茶）を点てるのに使用する茶道具の一つで、抹茶を容器（茶器）からすくって茶碗に入れるための匙。銘（その茶杓に付けられた固有の名前）のあるものもある。普段は筒に収められており「銘」も筒に記される。
古くは茶事・茶会のたびに作ることがなされており、そのため保存しておく習慣がなく、古い時代のものはあまり残されてはいないが、千利休が死の間際に作って古田織部に託したいわゆる「泪の茶杓」が有名（現在徳川美術館所蔵）。
利休型の茶杓が普及した後には、茶杓の制作を得意とする工芸作家である茶杓師が登場し、茶杓師が下削りしたものに茶人が簡単に手を加えて自作茶杓とすることが一般的になった。江戸時代後期の茶書『茶窓閒話』では、奈良の茶杓師として、珠光の門人である珠徳や羽淵、利休の茶杓師・慶主座、石川六左衛門の名がある。

## 素材
現在では竹製のものが主流になっているが、象牙、木地、塗物のほか鼈甲などの動物由来素材や南鐐（銀）、砂張などの金属製のものも存在する。
唐・宋の時代に薬匙として使われていたものが伝来したため象牙や鼈甲、水牛の角を素材としたものが使われていた。
その後、村田珠光により竹製のものが創始される。珠光は無節のものを作ったが、武野紹鷗が切止側に節を残す止節を、利休が中節のものを用いたとされる。現在残る利休・織部の時代までの竹茶杓は拭漆が施されていることが多いが、千宗旦や小堀遠州の時代からは吹漆がなくなる。
文化3年に表千家門人の稲垣休叟が刊行した『茶道筅蹄』では、「象牙　元来唐物イモ茶杓などを写したるなり」「塗茶杓　いにしへは象牙得がたかりし故、侘人は鼈甲又は角を塗用ゆ、黒塗は利休型、溜塗は紹鷗、一閑張は元伯也」とある。
一般的には苦竹科の竹がおもに使われ、中でも晒竹(白竹ともいう）を利用することが多い。ほかにも囲炉裏の天井部分や屋根の部材として長年燻された竹（煤竹）や、樹木が用いられることもある。竹を用いる場合は3年ほど成長したものが使われる。
珍しいところで、利休が用いた竹素材に実竹と呼ばれるものがある。これは地下茎が岩盤などの障害によりそれ以上延びることができずに地上に現れるもので、枝が一本で樋（ひ）が深い（実際の｢ひ｣とはパイプであるが、茶道の場合のひは曲げにより増した溝深さと縦屈曲）のが特徴である。

## 形状
長さ16cmから長いもので21cm。茶を掬う部分（櫂先という）は幅1cm、長さ2cmほどの楕円形で、一方の辺（竹の場合は表皮側）を曲げた形状をしている。このとき樋と呼ばれる溝のある側が枉げられている。
それぞれ茶杓には名称（これを見所という）があり、枉げてある部分を上部とした場合、先端部分が露、下に向かって櫂先、枉げ軸、茶溜まり、節上、節、おっとり、切り止めと呼ばれる。
節の裏を極端に深く削ったものを蟻腰、雉股と呼ぶ。
さらに茶の湯の点前により真、行、草に削られ、それぞれ無節(節なしと読む)、止め節(節が切り止め部分にある)、中節(節が茶杓の中間に位置するものや、それより上にあるもの、下にくるものがある）と節の位置が変わる。櫂先にも茶道各流派により形状の決まり事があるが、おおまかに丸形、一文字形、剣先形、兜巾形、平丸形、葉形、宝珠形と分類される。

## 著名な茶杓
茶書の中でも、茶道具を主に扱った『雲州蔵帳（雲州名物帳）』には多くの有銘・無銘を含めて多くの茶杓が記録され、茶杓に特化した書物としては昭和28年刊行の『茶杓三百選』、昭和40年刊行の『茶杓拾遺集』などがある。
- 茶瓢（珠光作と伝わる。)
- 泪（天正15年に千利休が切腹を命じられた後に削り、古田織部に贈られた。古田織部が窓を付けた真塗の筒を作り、位牌代わりにしたと伝わる。徳川美術館所蔵。）
- ゆかみ（歪みの意。千利休削り。永青文庫所蔵。）
- 瀬田（南方録に、利休の弟子瀬田忠正（掃部）が、利休に直径が畳15目ほどある大ぶりの高麗平茶碗に銘をつけてもらうよう依頼した際に、茶碗を「水海（みずうみ）」と名付け、それに合わせた長い茶杓を削り、「瀬田」と銘をつけて与えた逸話がある。琵琶湖と勢多の唐橋、瀬田掃部にかけた銘。）
- 玉ぶりぶり（織田長益（有楽斎）の削り。根津美術館所蔵。）
- ケツリそこなひ（削り損ないの意。細川忠興（三斎）の削り。永青文庫所蔵。）
- 埋火（小堀政一（遠州）の作。東京国立博物館所蔵。）
- 弱法師（よろぼし。千家3代千宗旦の作。銘は能の演目「弱法師」にちなむ。表千家6代家元覚々斎の筒が沿う。昭和美術館所蔵。）
- 蟻とおし（表千家6代家元覚々斎の作。中節近くに穴があることから、唐土から日本に3つの難題が突き付けられた故事にちなんで名づけられた。蟻通しの銘は穴のある茶杓の呼び名にもなっている。）
- 稲羽州サマ（片桐貞政（石州）の作。贈り筒に記された宛名が後世そのまま銘となった。松平不昧、松永耳庵らを経て東京国立博物館所蔵。）